# Ciné-concert
Le ciné-concert est un genre de spectacle qui associe la projection d'un film, qui peut être muet mais pas nécessairement, et l'exécution en direct d'une ou de plusieurs pièces musicales. 

## Origine
À l'époque du cinéma muet, l'exécution d'œuvres musicales en direct était la règle. D’après les articles de presse de l’époque, on sait aujourd’hui que les projections des frères Lumière étaient accompagnées d’un piano ou d’un petit orchestre et on suppose que le répertoire était constitué d’airs connus du public, éventuellement accompagnés de quelques commentaires improvisés. Jusqu’aux années 1910, les films sont distribués sans mentions particulières concernant l’accompagnement musical, il est donc laissé à l’appréciation du musicien ou de la musicienne. De plus, ce n’est pas toujours un piano ou un orchestre qui accompagne les projections, on comprend aisément que le violon ou l’accordéon se prêtent mieux aux projections itinérantes loin de la capitale et de ses grandes salles. Mais les choses finissent par se codifier et certains grands classiques viennent systématiquement accompagner telle ou telle émotion présente à l’écran. On trouve quelques exceptions avec des films distribués avec des partitions originales, mais ces pratiques étaient assez marginales. De manière générale, les musiques interprétées dans les salles obscures étaient surtout à l’image des goûts du moment et puisaient chez les grands compositeurs qu’ils soient classiques ou modernes. Les plus importantes maisons de productions prirent même l’habitude de fournir le découpage musical avec les bobines de films, composé de simples indications sur le type de musique à adapter ou même le choix des différents morceaux à utiliser pour chaque scène. Tout ça donnait lieu à un petit classement des scènes, qu’elles soient « aimables », « d’amour », « de bataille », « enfantines », « funèbres », « italiennes », « pompeuses », « de tristesse », « villageoises », etc. Au fil des années, les codes deviennent de plus en plus précis et les ouvrages sur l’accompagnement musical au cinéma se multiplient. Le public prend donc des habitudes, il n’est plus possible de faire n’importe quoi sans une réelle prise en compte du film projeté. Dans les années 1920, le débat sur la musique de cinéma est au cœur de la réflexion sur le Septième art. Si de nombreux textes portent sur l’amélioration du niveau musical et réclament un meilleur synchronisme avec les images, la polémique ne se limite pas à ces aspects techniques. Les critiques, les théoriciens, les cinéastes appellent à l’écriture d’une musique propre au Septième art et à une définition précise des fonctions de cet accompagnement.
Parmi les compositeurs les plus illustres de l'ère du muet (1894-1929), on peut citer notamment Léon Moreau, Josef Weiss, Robert Stolz, Giuseppe Becce, Franz Lehár, Pietro Mascagni, Jerome Kern, Louis Gottschalk, William Frederick Peters, Hans Erdmann, Mortimer Wilson, Sergueï Prokofiev, Joseph Carl Breil, Paul Ladmirault, Victor L. Schertzinger, William Axt, Louis Silvers, Victor Herbert, Wolfgang Zeller, Alberto Franchetti, Charlie Chaplin, George W. Beynon, Giuseppe Becce, Marc Blitzstein, Marc Roland, Marius-François Gaillard, Arthur Honegger, Gottfried Huppertz, Paul Hindemith, Paul Dessau, Edmund Meisel, Dmitri Chostakovitch, Michel-Maurice Lévy dit Bétove, Henri Rabaud, Yves de la Casinière, Erik Satie...

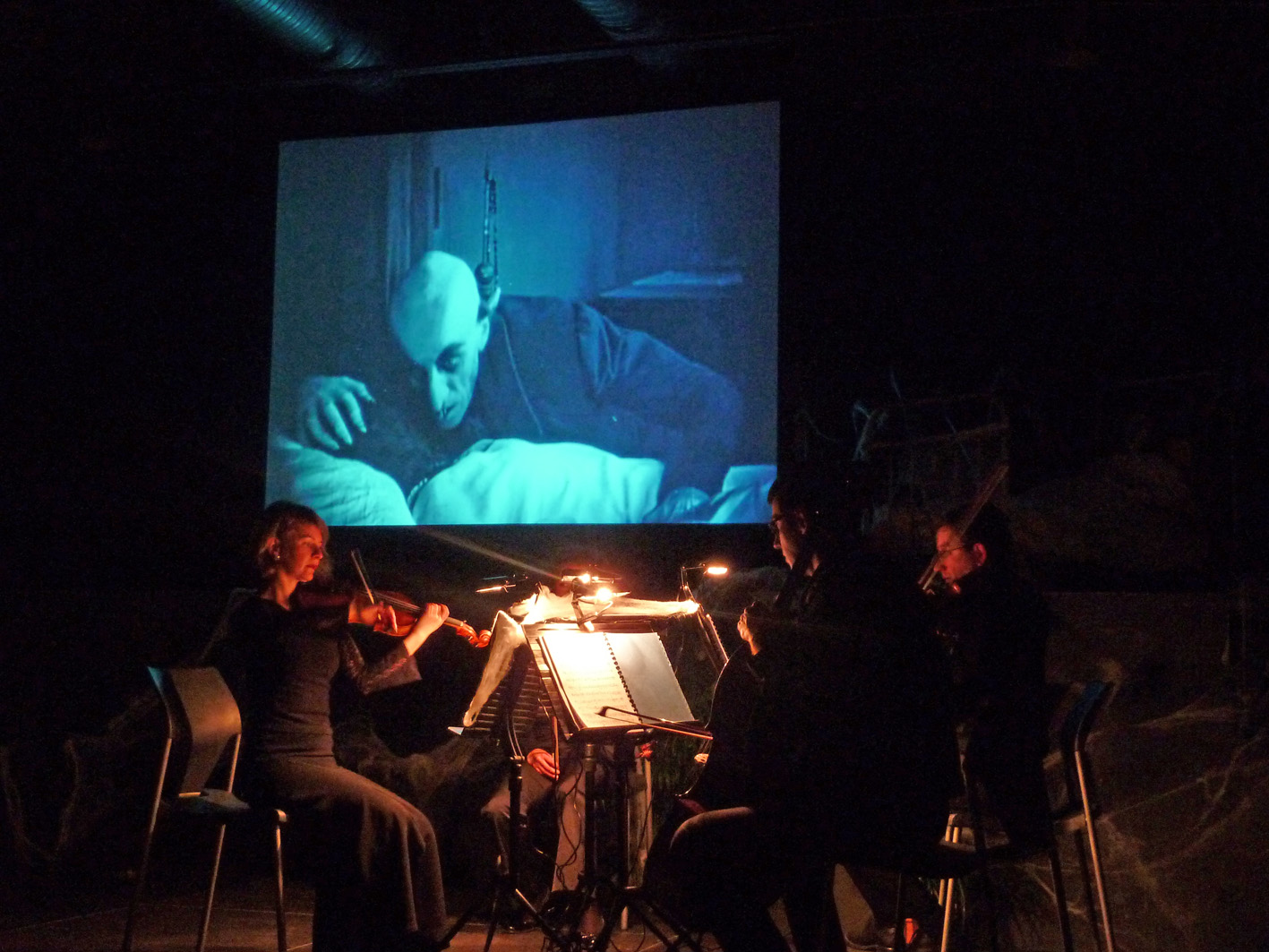
Le Quatuor Prima Vista en ciné-concert

Les partitions de ces accompagnements musicaux sont conservées, pour la plupart, à la Bibliothèque du Congrès de Washington et au Musée d'art moderne de New York (MOMA) : elles sont un témoignage de ce qu'était la pratique quotidienne des orchestres des salles de cinéma à cette époque.

## D'une nécessité technique à l'émergence d'un genre artistique
De nos jours, les salles de cinéma ayant une jauge considérablement inférieure à celle des salles des années 1920 et ne disposant plus d'un proscenium ou d'une fosse d'orchestre, il n'est plus possible d'accueillir les grands effectifs en usage dans les années 1910-20. Par ailleurs, il est rare qu'on fasse appel à un compositeur. L'improvisation sur le piano a donc remplacé l'orchestre interprétant une partition écrite. Il existe néanmoins quelques ensembles instrumentaux tel que le Quatuor Prima Vista et de très rares orchestres qui pratiquent encore de nos jours l'accompagnement du répertoire cinématographique muet dans le respect des intentions esthétiques des réalisateurs, sur des partitions originales composées.
Dans un esprit de tradition cinématographique, toutes les projections muettes de la Cinémathèque royale de Belgique sont accompagnées au piano par l'un de ses pianistes officiels. Certains d'entre eux sont également compositeurs.
Sans être iconoclastes, de nombreux compositeurs contemporains et improvisateurs de nouvelle musique ont contribué à réhabiliter le ciné-concert en proposant des créations musicales originales permettant aux jeunes générations de découvrir l'étonnante modernité du cinéma muet. En France dès 1976, le groupe Un drame musical instantané (26 films au répertoire) initie ce mouvement qui s'est considérablement développé depuis (Art Zoyd, Arfi, Ambitronix, KFX Orchestra, Le Philharmonique de la Roquette, la compagnie des Amis de Fantômus... à l'étranger le Laboratorio di Musica e Immagine, Bill Frisell Trio...). La Cinémathèque de Toulouse, sous l'impulsion de Jean-Paul Gorce, est également pionnière dans cette démarche. L'avènement du DVD a également permis à de nombreux films (abusivement appelés) muets de retrouver le son qu'ils avaient perdu. On citera quelques compositeurs tels que Richard Einhorn, Timothy Brock, Javier Perez de Azpeitia, Donald Sosin, Jean-François Zygel, Sue Harshe, Larry Marotta, Paul Mercer, John C. Mirsalis, Baudime Jam, Marc Perrone, Jean-Marie Sénia ,Carlos Grätzer, John Zorn, Christine Ott...
Dans le domaine du ciné-concert rock, notons la présence du groupe belge de post-rock instrumental We Stood Like Kings (en), spécialisé depuis 2012 dans les ciné-concerts, dont la discographie inclut de nouvelles bandes-son originales pour les films Berlin, Symphonie d'une grande ville (1927) de Walter Ruttmann, La Sixième Partie du monde (1926) de Dziga Vertov ou encore Koyaanisqatsi (1982) de Godfrey Reggio.

## Les ciné-concerts dans les années 2000

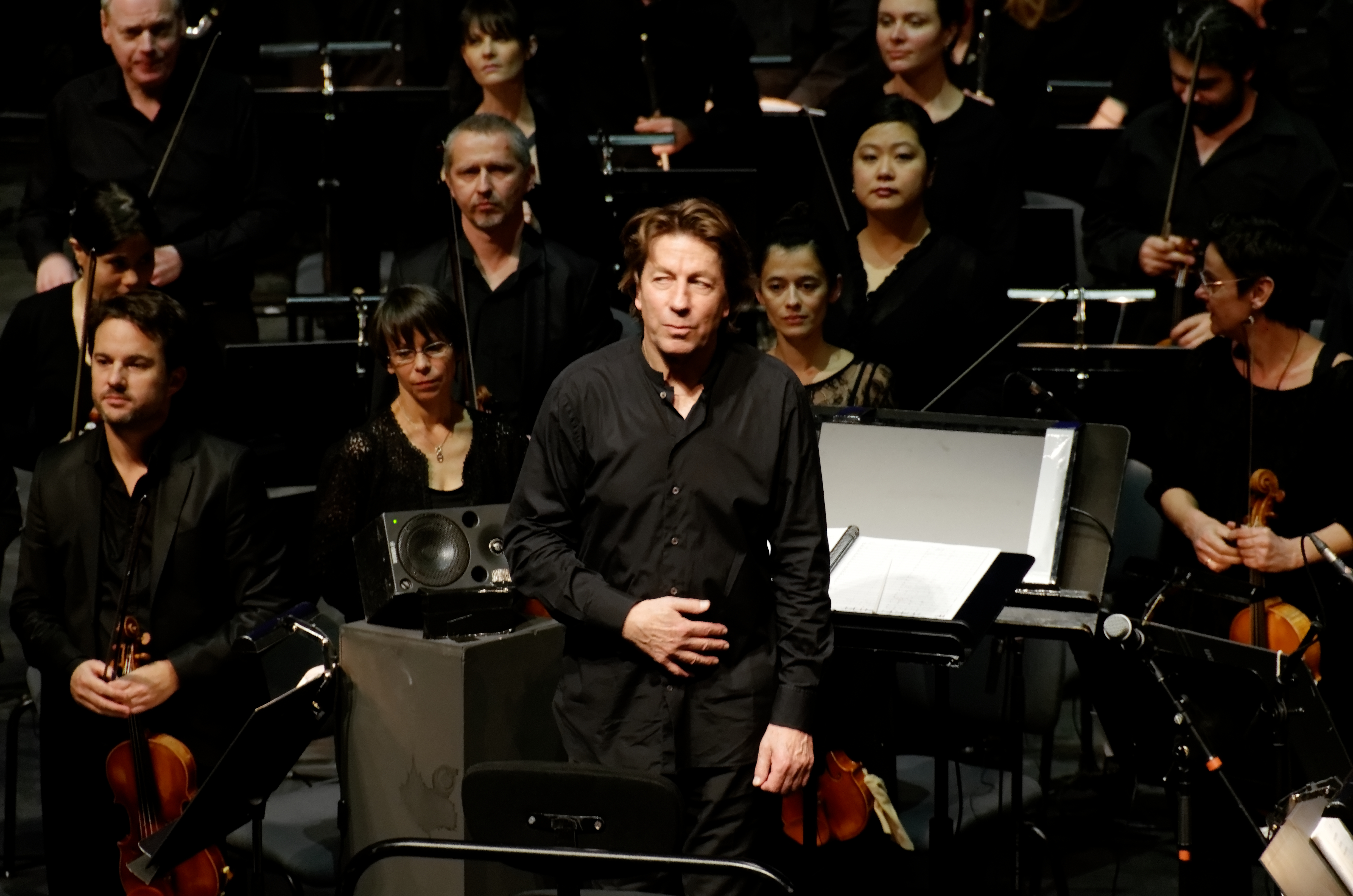
Ernst van Tiel avec l'Orchestre national de Lyon lors du ciné-concert de West Side Story

À l'occasion du passage à l'an 2000, pour une série de concerts de fin d'année, l'auditorium de Lyon et l'Institut Lumière proposent  une représentation en ciné-concert du film de Charlie Chaplin, Les Temps modernes.
Depuis les années 2010, les producteurs de spectacles proposent à la demande du public une nouvelle forme de ciné-concerts : la projection de grands films à succès sans la bande originale du film. Celui-ci reste néanmoins sous-titré. La partition musicale étant jouée en direct par un orchestre symphonique.
Il y a eu par exemple Le Seigneur des anneaux en ciné-concert, suivi de Star Wars.
D'autres suivent comme West Side Story, Gladiator, Titanic ou encore Le Parrain en ciné-concert.
Certains producteurs, comme Gérard Drouot, se sont fait la spécialité des ciné-concerts en France.

## Les ciné-concerts pour enfants
Les premiers ciné-concerts conçus pour les  enfants voient le jour au début des années 1990 dans le Val-de-Marne avec la création par Jérôme Trystram de "Babyrama", un programme de courts-métrages des pionniers du cinéma accompagné en direct par plusieurs musiciens. L'ARFI, Association à la Recherche d'un Folklore Imaginaire, produit de son côté un spectacle musical autour des films de Ladislas Starewitch tandis que l'accordéoniste Marc Perrone joue déjà régulièrement pour les enfants sur certains films de Charlie Chaplin (L'Émigrant) et de Jean Renoir (La Petite Marchande d'Allumettes). C'est Xavier Kawa-Topor qui, à partir de 1998, développe véritablement le concept au Forum des images en proposant une programmation régulière de ciné-concerts pour le jeune public dans le cadre des séances "Les Après-Midi des enfants" afin de faciliter la découverte du cinéma muet par les plus jeunes. S'y produisent notamment Jean-Marie Sénia, Marc Perrone, Jean-François Zygel, Thierry Escaich, Joseph Racaille...  La formule s'est depuis répandue dans les salles de cinéma art et essai et les festivals jeune public. 